# 안네의 일기 (1959년 영화)
《안네의 일기》(영어: The Diary of Anne Frank)는 1959년 미국의 드라마 영화로, 안네의 일기를 극화한 동명의 브로드웨이 연극을 영화화한 작품이다. 해당 연극의 극본가 프랜시스 굿리치와 앨버트 해킷이 직접 영화 각본을 썼고, 조지 스티븐스 감독이 연출했다. 주인공 안네 역은 밀리 퍼킨스가 맡았으며, 조지프 실드크라우트, 리처드 바이머, 셸리 윈터스가 조연으로 출연한다. 아카데미 여우조연상(셸리 윈터스), 촬영상(윌리엄 C. 멜러), 미술상을 수상했다.

## 출연진
- 밀리 퍼킨스 - 안네 프랑크
- 조지프 실드크라우트 - 오토 프랑크
- 셸리 윈터스 - 페트로넬라 판단
- 리처드 바이머 - 페터르 판단
- 구스티 후버 - 에디트 프랑크
- 루 저코비 - 한스 판단
- 다이앤 베이커 - 마르고 프랑크
- 더글러스 스펜서 - 크랄러
- 에드 윈 - 알베르트 두셀